# Nangan
 Nangan  är en av Matsuöarna, Lienchiangs härad, Taiwan. På ön finns ett tiotal byar, ett palats med en kista av Lin Moniang, och en flygplats, Matsu Nangan Airport. Öns högsta punkt är Yuntaishan (248 meter).

## Källa
1. ↑  GeoHive Taiwan Arkiverad 17 december 2013 hämtat från the Wayback Machine.